# الینا میخینا
الینا میخینا (انگلیسی: Elina Mikhina؛ زادهٔ ۱۶ ژوئیهٔ ۱۹۹۴) ورزشکار دو و میدانی اهل قزاقستان است.